# Lünette (Uhr)

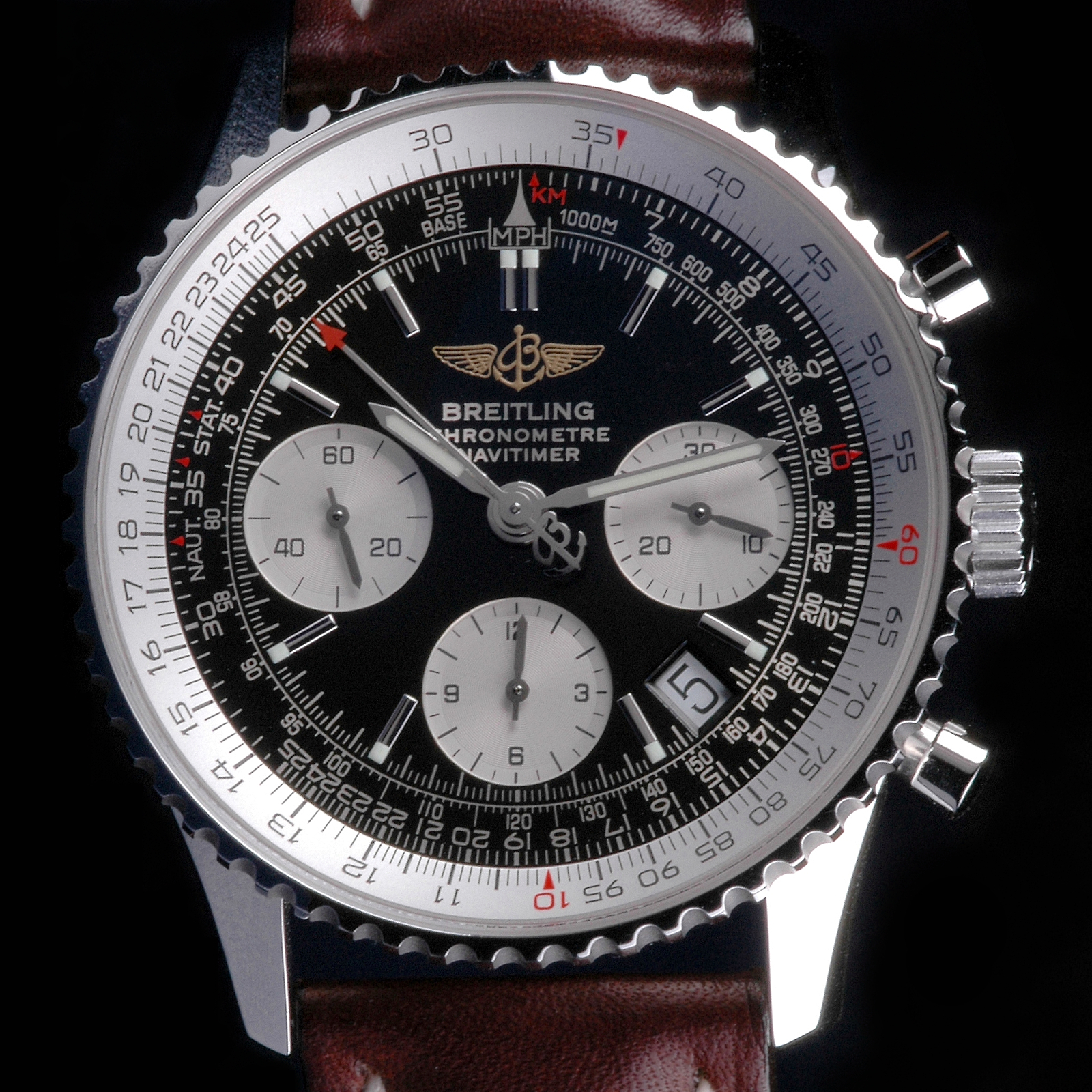
Rechenschieber-Lünette und Tachymeter (innerste Skala) einer Uhr von Breitling

Eine Lünette (von franz. lunette für „kleiner Mond“) ist eine Umrandung des Zifferblattes einer Uhr. Abhängig vom Uhrentyp gibt es sehr verschiedene Ausführungen, auch für Zusatzinformationen wie z. B. an Taucheruhren, Chronographen, als Rechenhilfe an Fliegeruhren, als Kompass oder für die Zeitnahme beim Sport.

## Kleinuhr

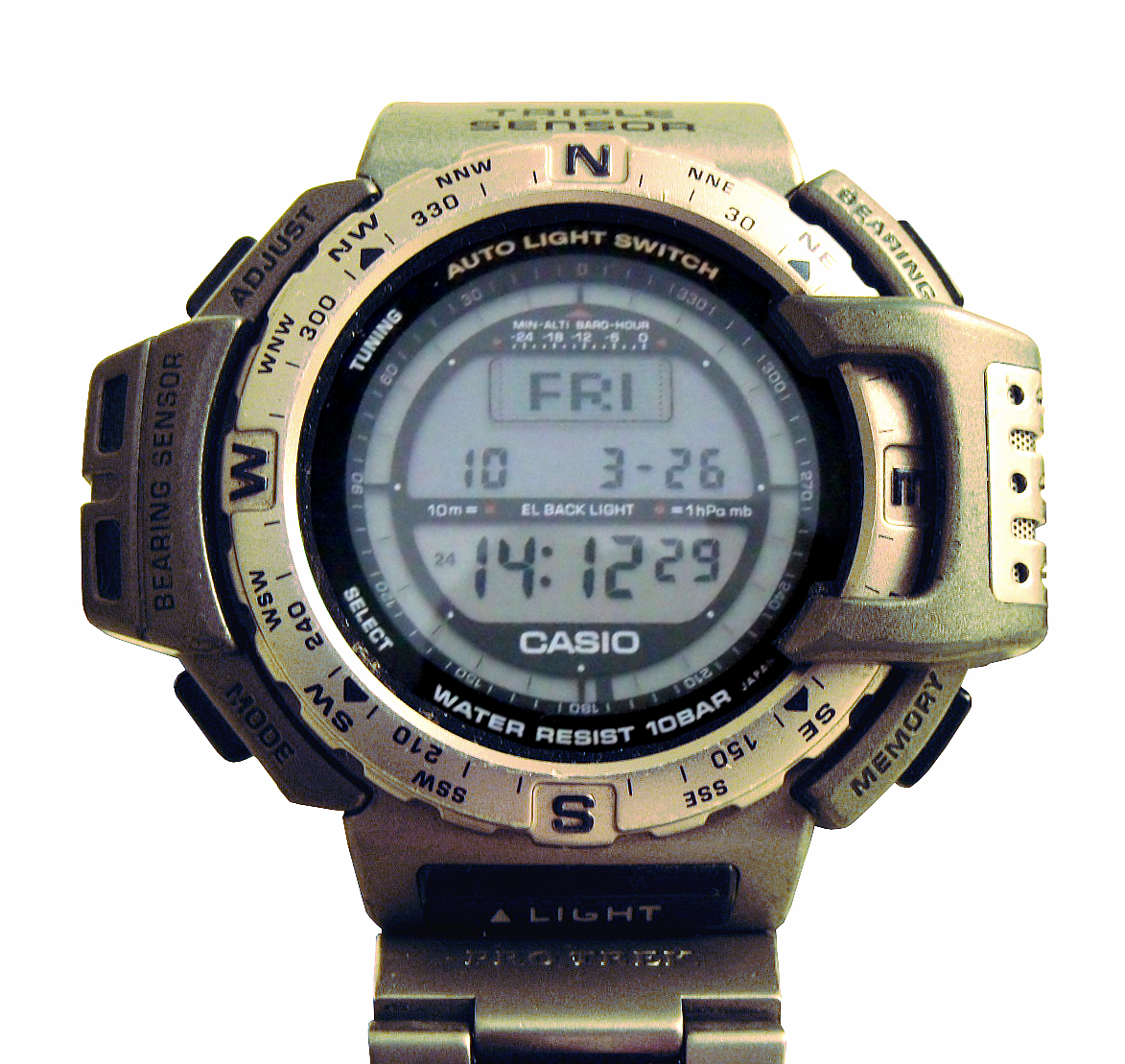
Bei Digitaluhren, die typischerweise keine Lünette aufweisen, sind bei der abgebildeten für den eingebauten elektronischen Kompass die Himmelsrichtungen der Kompassrose auf dem Außenring aufgedruckt

In Kleinuhren (also tragbare Uhren, Armband- und Taschenuhren) ist die Lünette ein Teil des Uhrgehäuses. Es handelt sich dabei um einen Ring, der zifferblattseitig auf den Gehäusekorpus montiert ist. Dieser Zierring kann fest mit dem Uhrengehäuse verbunden oder auch drehbar sein. Er ist mit einer Nut versehen, in die das Uhrglas eingelegt ist.
Wenn die Lünette drehbar ist, eignet sie sich dazu, Zeiten zu markieren (z. B. bei Taucheruhren die Tauchzeit), eine zweite Lokalzeit sowie Winkel anzuzeigen oder schnelle Berechnungen auszuführen. Die Methode der Bestimmung des Südens anhand des Stundenzeigers und des Zifferblattes oder der Lünette ist im Artikel Analoguhr aufgeführt.
Geläufige Beispiele sind die Pulsfrequenz bei einem Chronographen mit Pulsometer-Skala (auch Doktor-Skala), die Atemfrequenz bei einem Asthmometer, die Geschwindigkeit bei einem Chronographen mit Tachymeter-Skala oder allgemeine Berechnungen wie bei einer Rechenscheibe oder einem Rechenschieber (z. B. die MIMO Loga). Für Pulsometer-, Asthmometer- und Tachymeterskalen muss die Lünette nicht drehbar sein, daher sind diese Skalen gelegentlich alternativ auf dem Zifferblatt aufgedruckt.
Die wichtigste Rolle bei einer Rechenschieber-Lünette spielt die „10“ auf der Skala. Wenn man beispielsweise 3 × 6 multiplizieren will, dann muss zuerst eine Zahl, hier die 3 deckungsgleich auf die 10 gedreht werden. Schaut man anschließend auf der Skala der Lünette die Ziffer 6 an, erkennt man, dass ihr gegenüber auf der Lünette die Zahl 18 steht. Ebenso einfach funktioniert das Dividieren. Hierzu wird die Zahl, durch die man teilen möchte, über die zweite Zahl, den Divisor, gestellt. Das Ergebnis der Division kann nun oberhalb der 10 auf der Lünette abgelesen werden. In der Praxis wird eine solche Rechenschieber-Lünette vor allem bei Piloten benötigt, um nautische Meilen umrechnen zu können. Ein Pilot muss dazu die Meilen links am Zifferblatt einstellen und dann auf 12 Uhr die Kilometer auf der Lünette ablesen. Es gibt auch Drehlünetten mit einer Richtungsanzeige auf einer 360°-Skala, welche Piloten als Kompass dienen können.
Bei einer der ersten beiden Automatikuhrenmodelle (mit rundem Uhrengehäuse) von John Harwood und Blancpain aus dem Jahr 1926 sowie bei der Drehganguhr Freak von Ulysse Nardin dient die Lünette zur Einstellung der Uhrzeit. Lünetten an speziellen Taucheruhren sind in der Regel nur entgegen dem Uhrzeigersinn drehbar. Dadurch kann bei versehentlichem Verstellen eine zu geringe, aber nie eine zu große Zeitreserve angezeigt werden. Bei der ersten Taucheruhr von Jaeger-LeCoultre, der Deep Sea Automatic Alarm, war zwar eine Lünette vorhanden, jedoch war sie noch nicht drehbar. Bei einigen Modellen des Herstellers Timex dient die drehbare Lünette zur Schnelleinstellung der Alarmzeit.

## Großuhren
Bei Großuhren (ortsfeste Tisch-, Wand-, Stand- und Turmuhren) wird ein Zierreif um das Zifferblatt als Lünette bezeichnet. Bei historischen Wiener Regulatoren des Biedermeier sind die Lünetten oft mit einer maschinell erstellten geometrischen Ziergravur (Guilloche) versehen. Einfachere Ausführungen der Lünettenzier sind aus Bronze gegossen oder mit einem Rändelwerkzeug in das massive Material eingedrückt. Heute werden bei Großuhren, sofern überhaupt noch Zierreifen verwendet werden, Lünetten überwiegend aus dünnem Stanzblech gefertigt.
Bei hochwertigen Großuhren ist die Lünette in der Regel nicht Träger des Uhrglases. Das Uhrglas wird in diesem Fall in die frontseitige Holztür des Uhrgehäuses montiert.
Viele Tischuhren oder Küchenuhren haben jedoch keine verglasten Holzgehäuse. In diesen Fällen schützt oft eine in die Lünette eingepresste Glasscheibe das Zifferblatt. Zum Zeigerstellen sind diese Klapplünetten oft mit einem Scharnier versehen.

## Bilder

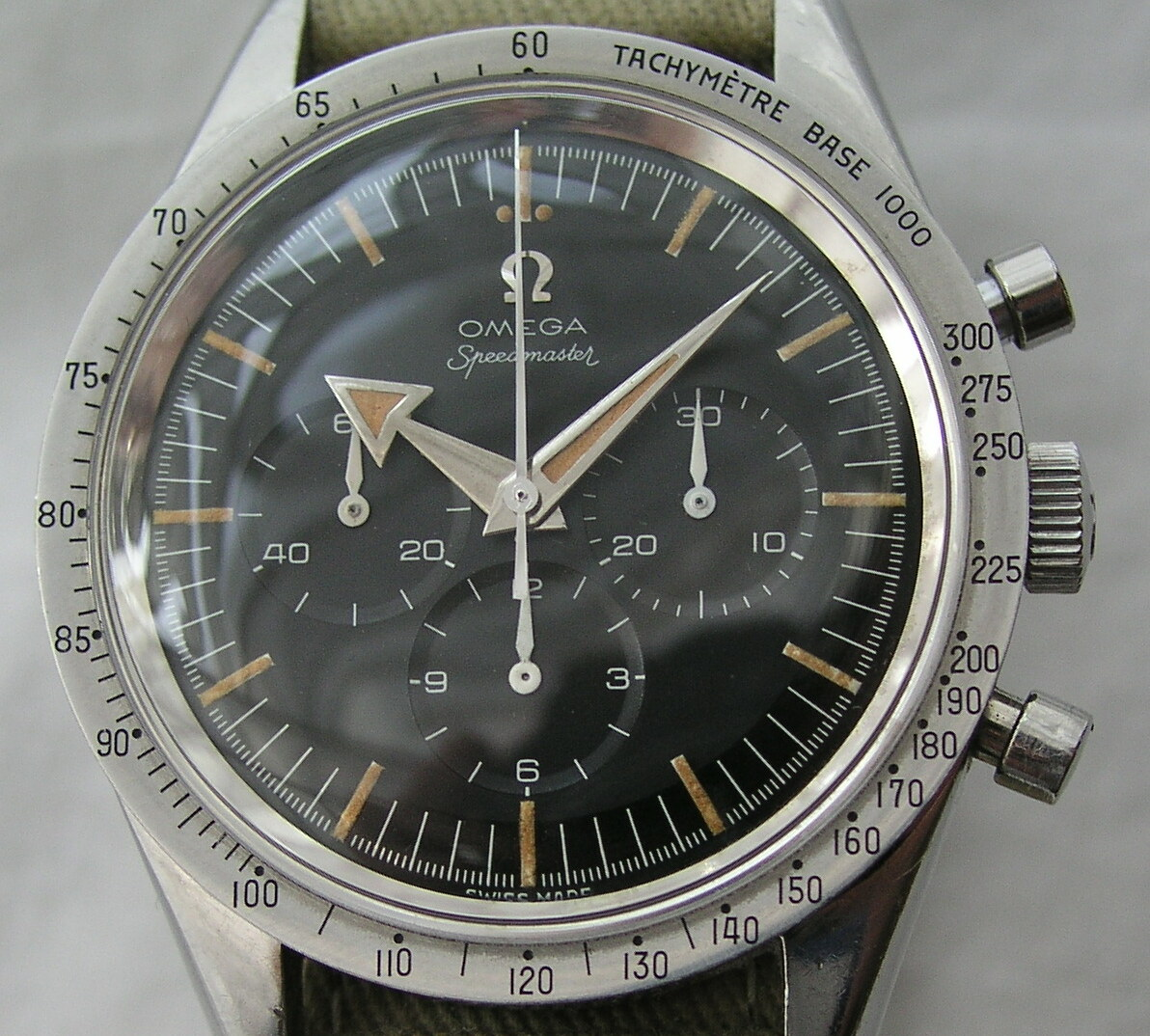
Chronograph mit Tachymeter-Lünette
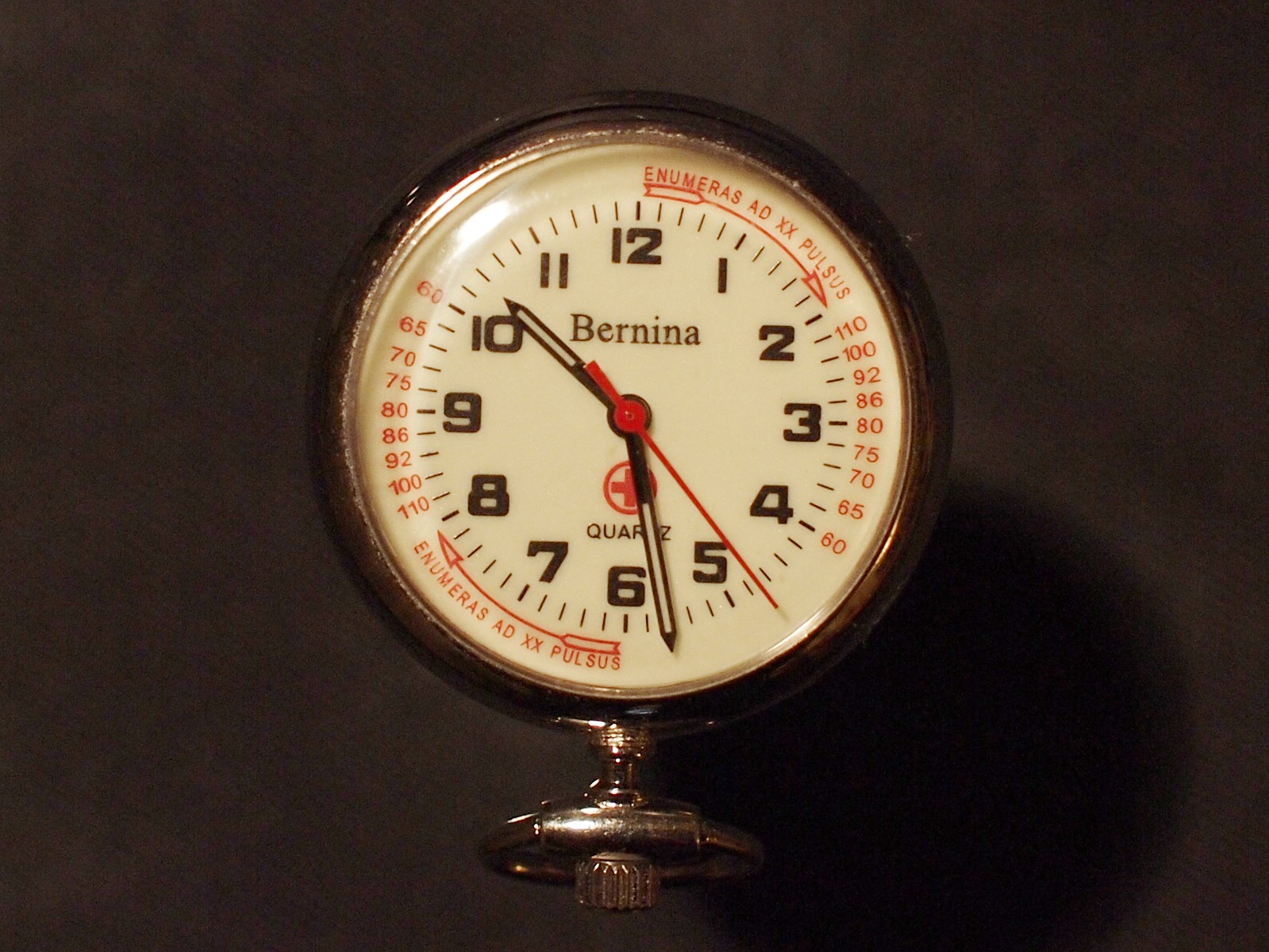
Aufgedruckte Pulsometerskala
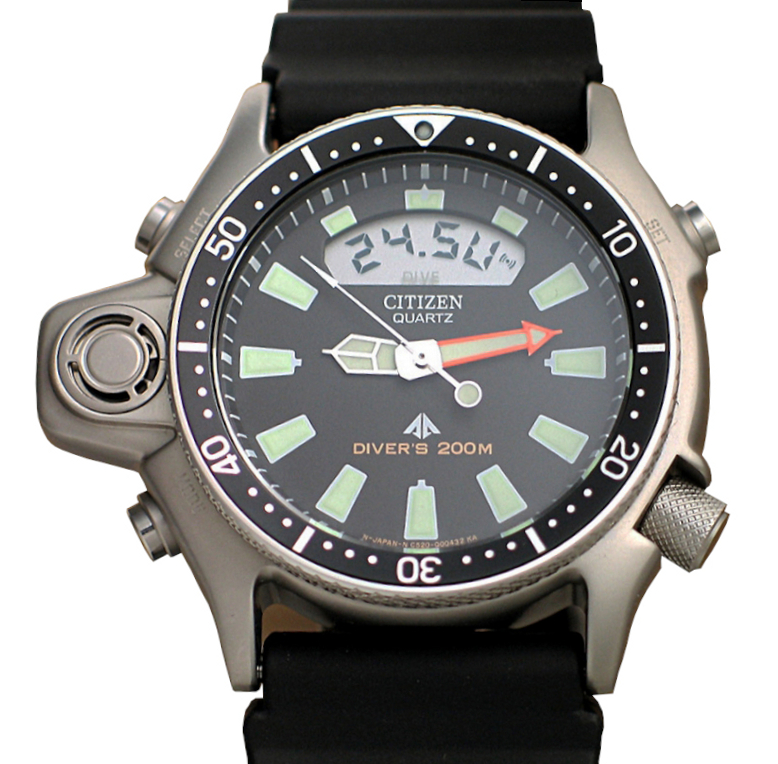
Taucheruhr, bei der die fürs Tauchen wichtigen Minuten-Zahlen auf der Lünette dargestellt sind, während das Zifferblatt nur zwölf große Index-Marker aufweist